# 스코틀랜드 야드

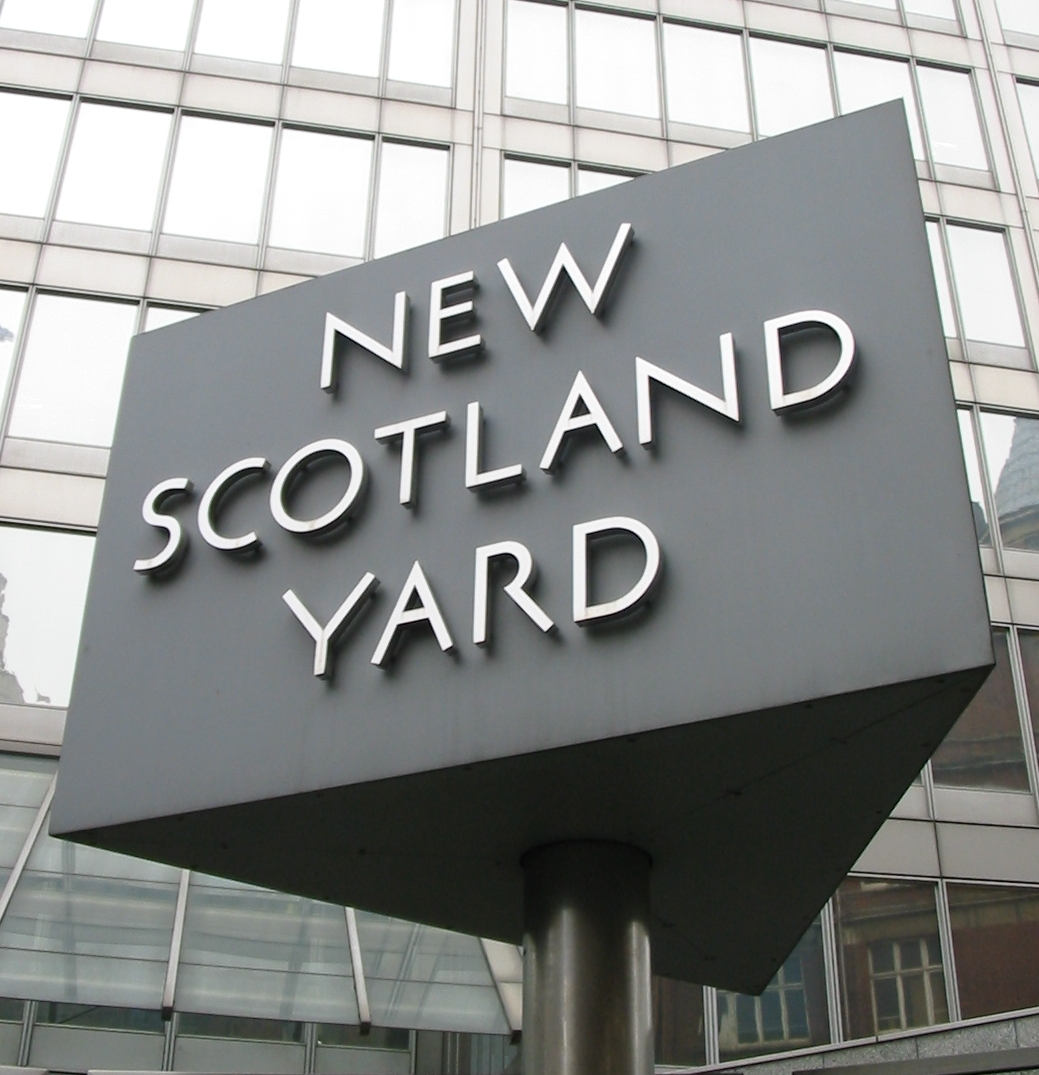
런던 빅토리아에 있는 뉴 스코틀랜드 야드 본부 빌딩

뉴 스코틀랜드 야드(New Scotland Yard)는 영국의 수도 런던에 소재한 런던 경찰국 또는 본부를 나타내는 말이다. 초대 본점 소재지에서 유래하는 이 이름은 오늘날까지 런던 경시청의 통칭. 애칭으로 세계적으로 널리 알려져 있다. 담당 지역은 시티 오브 런던을 제외한 대부분 런던 전역이다.

## 같이 보기
- 사쿠라다문